# Bracknell
Bracknell este un oraș în comitatul Berkshire, regiunea South East, Anglia. Orașul se află în districtul unitar Bracknell Forest a cărei reședință este. Este situat la 18 km sud-est de Reading, 16 km sud-vest de Windsor și 55 km vest de centrul Londrei.